# 午前0時のMERRY-GO-ROUND/LET'S DO IT WITH THE MUSIC
「午前0時のMERRY-GO-ROUND/LET'S DO IT WITH THE MUSIC」（ごぜんれいじのメリー・ゴー・ランド/レッツ・ドゥ・イット・ウィズ・ザ・ミュージック）は、ZIGGYの7枚目のシングル。

## 概要
- ZIGGY唯一の両A面シングルである。

- 「午前0時のMERRY-GO-ROUND」はテレビ朝日系ドラマ『本当にあった怖い話』の後期エンディングテーマ。
- 「LET’S DO IT WITH THE MUSIC」はナショナル蛍光灯「パルック」CMソング。

## 収録曲
| #         | タイトル                       | 作詞      | 作曲      | 時間  |
| --------- | ------------------------------ | --------- | --------- | ----- |
| 1.        | 「午前0時のMERRY-GO-ROUND」    | 森重樹一  | 戸城憲夫  | 5:15  |
| 2.        | 「LET'S DO IT WITH THE MUSIC」 | 森重樹一  | 森重樹一  | 5:18  |
| 合計時間: | 合計時間:                      | 合計時間: | 合計時間: | 10:33 |